# Amerikansk trolldruva
Amerikansk trolldruva (Actaea rubra) är en ranunkelväxtart som först beskrevs av William Aiton, och fick sitt nu gällande namn av Carl Ludwig von Willdenow. Enligt Catalogue of Life ingår Amerikansk trolldruva i släktet trolldruvor och familjen ranunkelväxter, men enligt Dyntaxa är tillhörigheten istället släktet trolldruvor och familjen ranunkelväxter. Arten är reproducerande i Sverige.

## Underarter
Arten delas in i följande underarter:
- A. r. arguta
- A. r. rubra

## Bildgalleri

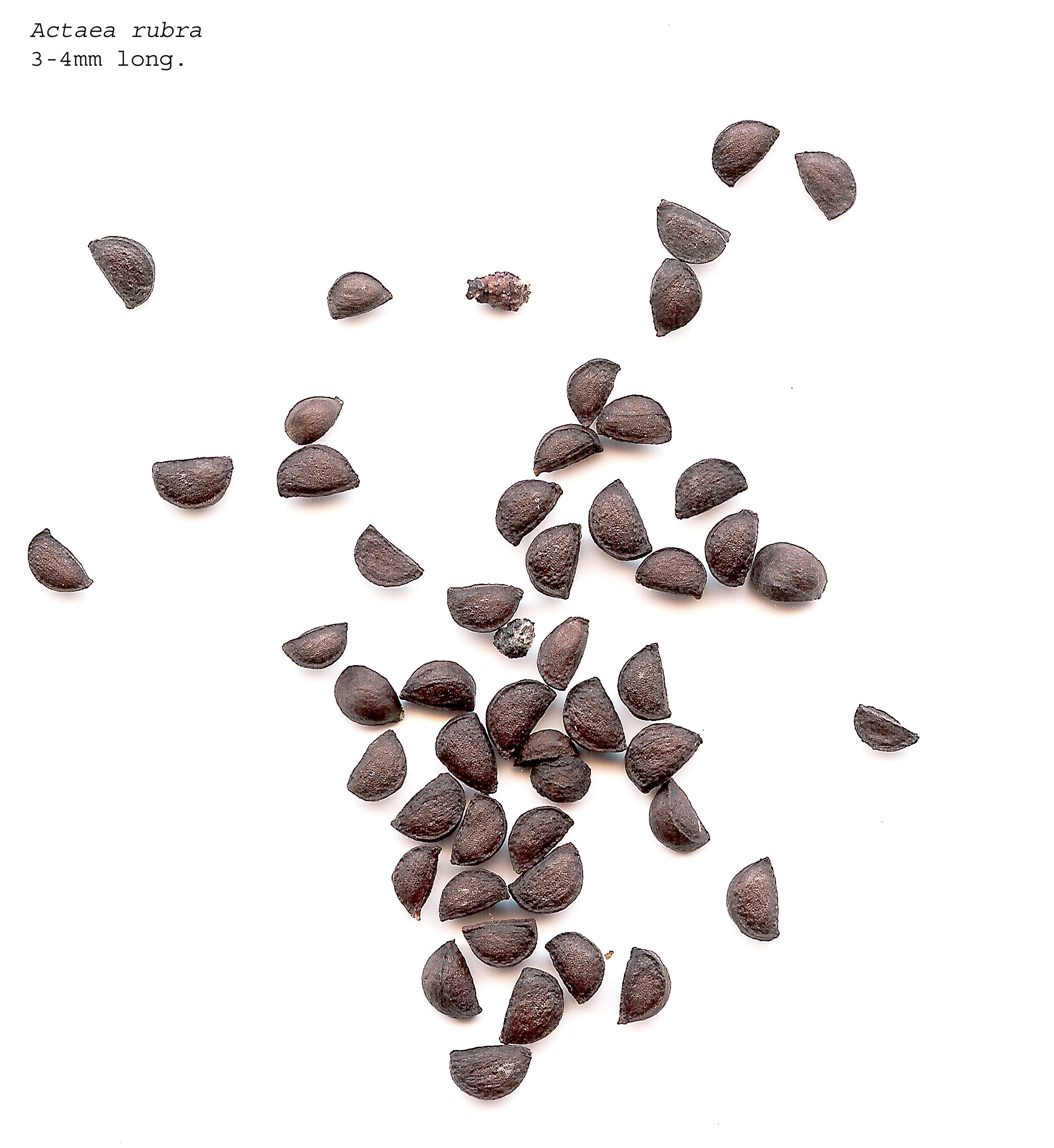
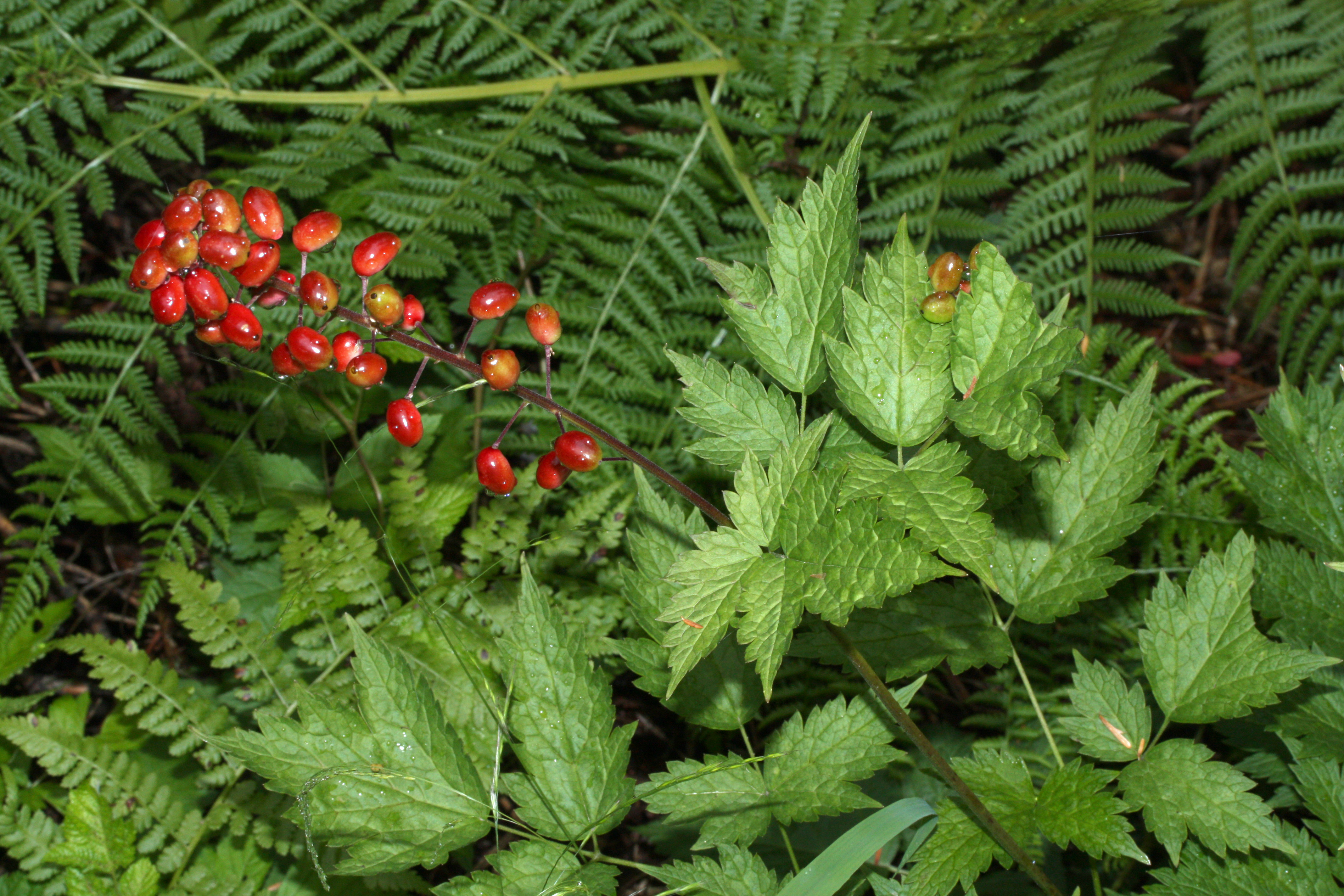